# Корункании
Корунканиите (gens Coruncania; Coruncà; Coruncanus; Coruncani) са плебейска фамилия от Древен Рим.
Произлизат от Тускулум.
Известни от фамилията:
- Тиберий, баща на консула от 280 пр.н.е.
- Тиберий Корунканий, юрист, консул 280 пр.н.е.
- Гай Корунканий, син на консула, посланик при Тевта в Илирия през 228 пр.н.е.
- Луций Корунканий, син на консула, посланик при Тевта в Илирия през 228 пр.н.е.
- Публий Юний Корунканий [2]
- Тиберий Корунканий